# Fijn d'r vandoor in m'n automobiel
Fijn d'r vandoor in m'n automobiel is een single van Gerard Cox.
Fijn d’r vandoor in m’n automobiel gaat over de geneugten van het autobezit. Cox zette zich af tegen het openbaar vervoer. Het is een cover van een lied van Chuck Berry, die in het lied nog even wordt aangehaald (Chuck Berry is op de radio).
De B-kant Verkeer(d) is geschreven door Cox zelf met medewerking van muziekproducent Ton op 't Hof en Hans Jansen, ooit lid van Ekseption en Spin.

## Hitnotering

### NederlandseSingle Top 100
Cox had weer eens een liedje in de hitparade, maar dat kwam omdat deze hitparade inmiddels uitgebreid was van 50 naar 100 plaatjes.
| Positie: | 97 | 87 | 77 | 69 | 65 | 63 | 69 | 81 | uit |

Het werd even stil in de zangloopbaan van Cox, hij maakte in die jaren de serie Vreemde praktijken voor de KRO.